# 윈도우 잉크
윈도우 잉크(Windows Ink)는 펜 컴퓨팅 지향 애플리케이션 및 기능을 포함하고 있는 윈도우 10의 소프트웨어 제품군의 하나로, 윈도우 10 1주년(애니버서리) 업데이트에 도입되었다.
이 제품군은 스티키 노트(Sticky Notes), 스케치패드(Sketchpad), 스크린 스캐치(Screen sketch) 애플리케이션을 포함하고 있다. 펜 입력을 지원하는 태블릿 PC에서는 작업 표시줄의 윈도우 잉크 워크플레스 아이콘이 기본적으로 활성화되며, 펜 입력이 지원되지 않는 경우 사용자가 수동으로 활성화할 수 있다.

## 애플리케이션
윈도우 잉크 워크스페이스 메뉴는 위에서 아래로 다음의 링클르 포함하고 있다:
1. 스티키 노트
2. 스케치패드
3. 스크린 스케치
4. 최근 사용 (애플리케이션)
5. 제안 (윈도우 스토어에서 사용할 수 있는 애플리케이션)

### 스케치패드
"빠르고 쉽게 개념을 그리고 뭔가를 끼적거리며 문제를 만들고 해결하는 단순한 블랙 캔버스"로 기술된 스케치패드는
사용자가 스케치북이나 클립 스튜디오 페인트와 같은 모든 기능을 갖춘 프로그램을 실행하지 않고 염두에 둔 무엇이든 사용자가 스케치할 수 있는 장소이다. 사용자가 그리는 동안 화면에 자신의 손을 얹힐 수 있도록 팜 리젝션(palm rejection)도 지원하는 것으로 보고되었다. 디지털 격자, 펜 옵션과 같은 완전한 기능의 드로잉 프로그램의 기능의 하부 집합들도 포함하고 있다. 처음 실행하면 완성되지 않은 풍경 그림을 로드한다.

### 스크린 스케치
사용자가 윈도우 잉크 워크스페이스 메뉴를 열 때 화면을 스크린샷 찍고 메뉴의 "스크린 스케치" 항목을 위한 미리 보기로 표시된다. 사용자가 이것을 탭하면 앞에 언급된 스케치패드로부터 동일한 컨트롤을 사용하여 스크린샷 위에 그림을 그릴 수 있다. 이 기능은 삼성 갤럭시 노트 기기의 스크린 라이트(Screen Write) 기능과 유사하다.

## 같이 보기
- 윈도우 10의 새로운 기능

## 참고 문헌
- Annotated Bibliography of References to Gestures, Touchscreens, and Tablets (cites references to other electronic-ink annotation and editing systems)